# Virginia Apgar
Virginia Apgar (Westfield, 7 de junho de 1909 – Nova Iorque, 7 de agosto de 1974) foi uma médica norte-americana que se especializou em obstetrícia e anestesiologia. Foi líder em vários campos da anestesiologia e, efetivamente, foi a responsável pela criação do que viria a ser a neonatologia. Para o público em geral, ela foi mais conhecida como a responsável pelo desenvolvimento da Escala de Apgar, um método de avaliação de saúde de recém-nascidos que reduziu drasticamente a mortalidade infantil em todo o mundo.

## Vida pessoal e educação

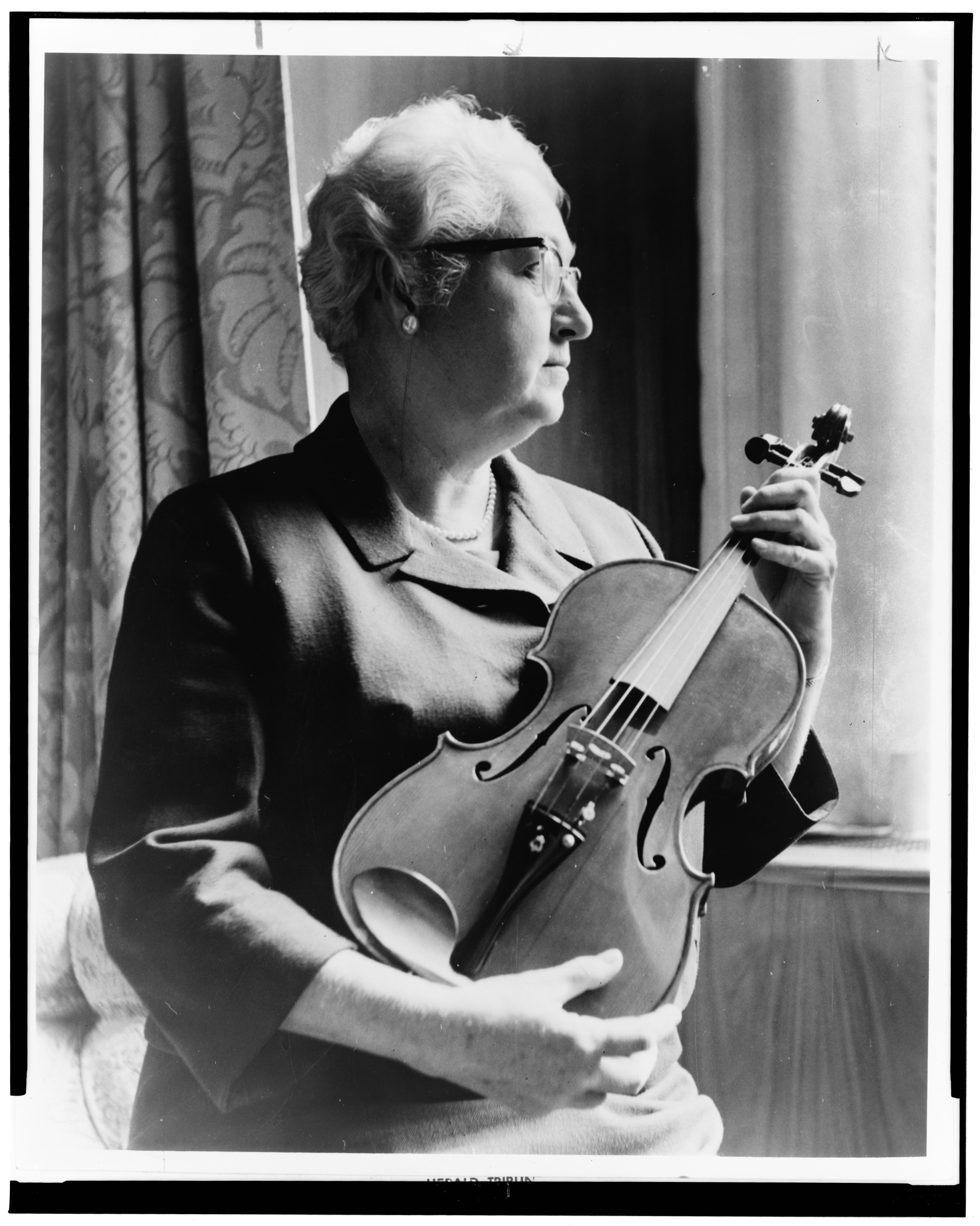
Virginia tocando o violão.

Virginia era a mais nova de três irmãos, nascida e criada em Westfield. Graduou-se na Westfield High School, em 1925. Ingressou no Mount Holyoke College, em 1929, onde estudou zoologia, com habilitação em fisiologia e química. Em 1933 formou-se na Universidade Columbia, no Colégio de Cirurgiões. Completou sua residência em cirurgia em 1937.
Apesar de se manter bem ocupada no trabalho, Virginia adorava tocar violino, tendo se apresentado com quartetos amadores. Nos anos 50, um amigo a introduziu ao mundo da luthieria e juntos fizeram violinos, violas e um violoncelo. Era uma entusiasta da jardinagem, gostava de pescar, jogar golfe e colecionar selos. Aos 50 anos, começou a ter aulas de pilotagem.
Virginia foi encorajada a seguir na área da anestesiologia por Allen Whipple, diretor de cirurgia do colégio de cirurgiões de Columbia, que acreditava que os avanços na área precisavam de profissionais competentes. Allen acreditava que Virginia tinha a energia necessária para trazer contribuições significativas. Virginia, então, treinou na área de anestesia, recebendo o certificado de anestesiologista em 1937, e retornou para o colégio de cirurgiões no ano seguinte como diretora da nova ala de anestesia.

## Trabalho e pesquisa

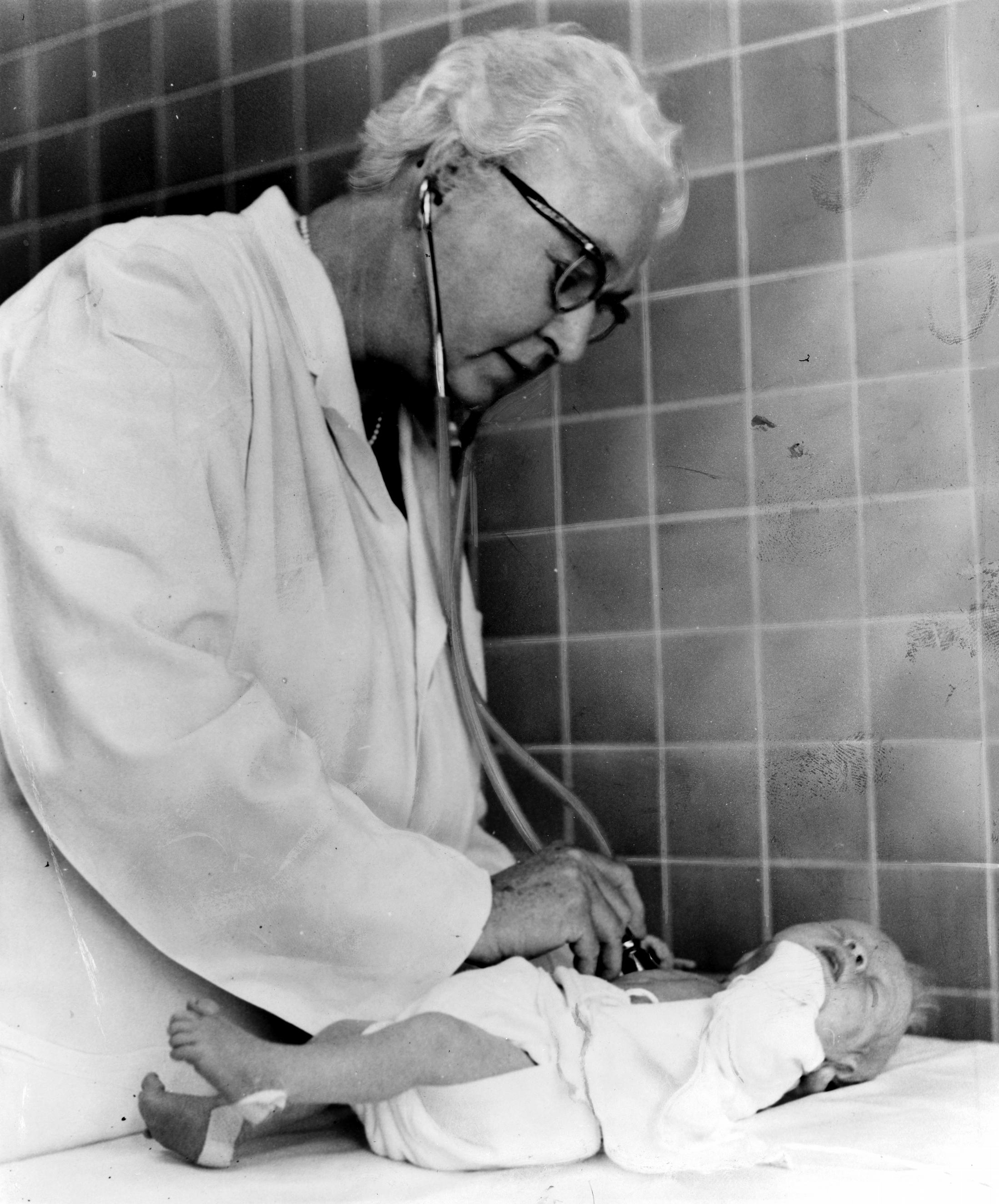
Virginia Apgar examinando um recém-nascido em 1966

Em 1949, Virginia se tornou professora no colégio de cirurgiões onde permaneceu até 1959. Neste período, ela clinicava e fazia pesquisa na área médica em associação com o Hospital Sloane Para Mulheres.
Em 1953, ela introduziu seu primeiro teste, a Escala de Apgar, para verificar a saúde de recém-nascidos. A escala se baseia na condição do bebê no primeiro minuto do nascimento e depois em cinco minutos de nascimento. Se em cinco minutos o Apgar estiver baixo, medidas adicionais são feitas a cinco minutos.
Em 1959, Virginia deixou Columbia e obteve o título de mestra em saúde pública pela Johns Hopkins School of Hygiene and Public Health. De 1959, até sua morte em 1974, Virginia trabalhou com a Fundação March of Dimes, uma organização sem fins lucrativos que visa melhorar a saúde de parturientes e seus recém-nascidos, além de vice-presidente para assuntos médicos e diretora do programa de pesquisa para prevenir e tratar defeitos congênitos.
Como a idade gestacional está diretamente ligada com a pontuação do recém-nascido na Escala de Apgar, Virginia foi a primeira pessoa na organização a chamar a atenção para o problema do parto prematuro, que é hoje uma das prioridades da March of Dimes. Virginia escreveu artigos, palestrou e publicou textos em revistas populares. Em 1967, se tornou vice-presidente e diretora de pesquisa em nível nacional na March of Dimes.
Na epidemia de rubéola de 1964-65, Virginia se tornou porta-voz da vacinação universal para prevenir a infecção, via mãe, de recém-nascidos. A rubéola pode causar sérios distúrbios e defeitos congênitos em bebês infectados na gestação. Entre 1964-65, nos Estados Unidos, estima-se que houve cerca de 12,5 milhões de casos de rubéola, levando a 11 mil abortos ou interrupções terapêuticas e 20 mil casos de síndrome da rubéola congênita, que é quando o vírus da rubéola da mãe afeta o bebê em desenvolvimento, geralmente nos três primeiros meses de gravidez. Destes casos, 2 100 morreram na infância, 12 mil eram surdos, 3 580 tiveram catarata ou microftalmia e 1 800 tinham algum nível de retardo mental. Somente na cidade de Nova York, a síndrome da rubéola congênita afetou 1% de todos os nascimentos.
Virginia promoveu o uso da testagem do Rh sanguíneo, que podia identificar se uma mulher corria o risco de transmitir anticorpos pela placenta, que era subsequentemente levados para o feto e destruíam suas células vermelhas, resultando em abortos ou hidropsia fetal.
Virginia viajava pelo país, dando palestras sobre a importância da detecção precoce de defeitos congênitos e de mais pesquisas na área. Escreveu o livro "Is My Baby All Right?", com Joan Beck, em 1972. Foi também professora da Universidade Cornell, onde ensinou teratologia, que é o estudo de defeitos congênitos em recém-nascidos. Publicou cerca de 60 artigos, ensaios e textos em revistas, recebendo diversos prêmios e doutorados honorários, como os Woman's Medical College of Pennsylvania (1964) e Mount Holyoke College (1965). Foi eleita a Mulher do Ano na Ciência pelo Ladies' Home Journal em 1973. Acreditava que mulheres mereciam mais oportunidades na ciência, especialmente na área médica. Em várias conferências da March of Dimes para a juventude, falou sobre gravidez na adolescência e doenças congênitas, dois tópicos considerados tabus na época.

## Morte
Virginia Apgar nunca se casou ou teve filhos, tampouco se aposentou. Ela morreu devido à uma cirrose em 7 de agosto de 1974, aos 65 anos, no Columbia University Medical Center, local onde treinou muitos médicos. Foi enterrada no Cemitério Fairview, em Westfield, Nova Jersey.